# Juvenile
Juvenile er debutalbummet af den danske singer-songwriter Hugo Helmig, der udkom den 1. marts 2019. Det er den eneste albumudgivelse af Hugo Helmig før han indstillede sin karriere 2021 og afgik ved døden i 2022. Albummet indeholder de to radiohits "Wild" og "Young Like This", hvoraf førstenævnte modtog platin.
Juvenile er produceret af Emil Falk, der også er medsangskriver på alle albummet sange.

Sangene på albummet kredser om 
| „ | at være ung og forsøge at få overblik over tilværelsen - og alt det, der følger med kærligheden. Der er dog også sange, der handler om at have det sjovt uden at tænke på morgendagen, men også om tvivlen og usikkerheden der følger med" | “ |

## Spor
| #   | Titel                 | Sangskriver(e)                                                    | Længde |
| --- | --------------------- | ----------------------------------------------------------------- | ------ |
| 1.  | "Don't Wait Up"       | Emil Falk, Hugo Helmig Toft Simonsen, Sara Forsberg, Johan Tholin | 3:24   |
| 2.  | "Young Like This"     | Falk, Simonsen                                                    | 3:06   |
| 3.  | "Please Don't Lie"    | Falk, Simonsen                                                    | 3:32   |
| 4.  | "My Fault"            | Falk, Simonsen, Daniella Binyamin                                 | 3:29   |
| 5.  | "Posing For Pictures" | Falk, Simonsen                                                    | 3:50   |
| 6.  | "Wild"                | Falk, Simonsen, Binyamin                                          | 3:30   |
| 7.  | "Eyes Wide Shut"      | Falk, Simonsen                                                    | 3:32   |
| 8.  | "Times of War"        | Falk, Simonsen, Jacob Bellens                                     | 3:26   |
| 9.  | "You Should Know"     | Falk, Simonsen                                                    | 4:03   |
| 10. | "One Plus One"        | Falk, Simonsen, Nick Labajewska Madsen                            | 3:08   |
| 11. | "Home"                | Falk, Simonsen                                                    | 4:41   |

## Hitliste
| Hitliste (2019)        | Højeste placering |
| ---------------------- | ----------------- |
| Danmark (Album Top-40) | 11                |